# چازل
چازل (انگلیسی: Chuzzle) یک بازی ویدئویی پازل تک‌نفره برای سکوهای ویندوز، مکینتاش، گیم بوی ادوانس، تلفن همراه، آی‌اواس و اندروید می‌باشد که توسط رپیدسافت گیمز توسعه و پاپ‌کاپ گیمز نشر پیدا کرده است.